# Лютхолд II фон Рьотелн
Лютхолд II фон Рьотелн (на немски: Lüthold II./Lütold von Rötteln; † 16 януари 1249) е епископ на Базел (1238 – 1248).
Син е на фрайхер Дитрих III фон Рьотелн († пр. 1204) от областта на Базел. Брат е на Валтер II фон Рьотелн († ок. 1231), епископ на Базел (1213 – 1215). Чичо му Конрад II фон Тегерфелден († 1233) е епископ на Констанц (1209 – 1233).
Лютхолд е през 1215 г. домхер в Констанц и участва в IV. Латерански концил. От 1233 г. той е архидякон на епископство Констанц за Брайзгау, от 1236 г. също архидякон за Бургундия. През 1238 г. е избран за епископ на Базел и е помазан през март 1239 г. През 1245 г. участва в Първия лионски събор. Папа Инокентий IV го обвинява в грешки и той трябва да се откаже от службата си през 1248 г.
Умира малко по-късно на 16 януари 1249 г. и е погребан в катедралата на Базел пред олтара на „Св. Стефан“.